# Britská dlouhosrstá kočka
Britská dlouhosrstá kočka, Britannica je dlouhosrstá varianta Britské krátkosrsté kočky.
Ve světě znají britské dlouhosrsté kočky pod různými jmény - v Evropě se někdy používá označení "Britannica", v Americe "Lowlander", u nás jednoduše "britská dlouhosrstá kočka". Od října 2017 se toto plemeno dočkalo plného uznání i u v Česku nejrozšířenější organizace FIFe (s kódem BLH). V České republice je zatím toto plemeno velmi vzácné a věnuje se mu jen hrstka chovatelských stanic.

## Původ
Původ dlouhé srsti u Britské dlouhosrsté kočky je způsoben v minulosti křížením Britské a Perské kočky, z důvodu kvalitnější srsti. Občas se do vrhu narodí dlouhosrstá varianta Britské krátkosrsté kočky, přestože jsou oba rodiče krátkosrstí.

## Charakter
Britská dlouhosrstá kočka je milé a přítulné povahy. Jako koťata jsou velice hravá, zvídavá a hyperaktivní. Čím je kočka starší, tím se stává klidnější - až na vzácné případy. Také se jedná o velice inteligentní kočky.

## Délka života
Průměrná délka života Britské kočky se pohybuje okolo 15 let a výše. Pokud se u ní však objeví některé z onemocnění, která jsou způsobena šlechtěním, může být délka života kočky kratší. Tato onemocnění jsou dána geneticky a jsou tak dědičná. Z tohoto důvodu je lepší této situaci předejít a raději neotálet s návštěvou veterináře, aby nedošlo k předčasnému úmrtí kočky.

## Historie
Britská dlouhosrstá vznikla z chovu britské krátkosrsté a perské kočky. Původně bylo toto křížení žádané a to z toho důvodu, aby se rozrostla genetická linie britské krátkosrsté v období po druhé světové válce. Genetická informace o dlouhé srsti se však zpočátku šířila jen velmi recesivně, zůstávala v genu skrytá a neprojevovala se. Teprve za několik generací se příležitostně objevilo ve vrhu dlouhosrsté zvíře.  Ke stejnému jevu docházelo u britských krátkosrstých koček, občas se v chovu objevil dlouhosrstý jedinec. Britská krátkosrstá se však, jak již název ukazuje, vyznačuje krátkou srstí, proto byli dlouhosrstí jedinci z chovu vyloučeni a chováni i šířeni po světě jako kastrovaní domácí mazlíčci. Mnohá zvířata z krátkosrstého plemene si s sebou stále nese recesivní gen dlouhé srsti, proto může tedy stále ještě docházet k tomu, že se v chovu vyskytne dlouhosrstý jedinec, i když oba rodiče jsou krátkosrstí.
Zatím byla britská dlouhosrstá kočka od některých spolků uznána jako samostatné plemeno. Charakter jejich chovu odpovídá britské krátkosrsté, liší se pouze délkou srsti. Dle jednotlivých chovů může být toto plemeno menší nebo větší a stejně tak se může lišit. Někteří chovatelé kladou důraz na robustnost, jiní si zakládají spíše na menších jedincích.